# A. David Andrews
A. David Andrews (1933) è un astronomo irlandese.
Il Minor Planet Center lo accredita per la scoperta dell'asteroide 1727 Mette, scoperto il 25 gennaio 1965.
Ha lavorato all'osservatorio Boyden in Sudafrica e all'osservatorio di Armagh in Irlanda del Nord.
Nel Burnham's Celestial Handbook la stella GC 7066, dotata di una peculiare forma di variabilità, è citata come stella di Andrews.